# Bourg-de-Péage Drôme Handball
Bourg-de-Péage Drôme Handball ist ein französischer Handballverein aus Bourg-de-Péage (Département Drôme). Die erste Frauen-Mannschaft spielte bis 2022 in der französischen ersten Liga.

## Geschichte
Im Jahr 1965 wurde eine Handballabteilung im Verein Amicale laïque de Bourg-de-Péage gegründet, ab 1984 war sie Teil der Union Gymnique Athlétique Péageoise (UGAP). Ab der Spielzeit 1988/1989 war sie dann Teil der Gymnase Champagnat, hinzu kam im Jahr 1994 die Handballabteilung des Cercle athlétique de Valence. Ab 2006 hieß der Verein Drôme Handball Bourg-de-Péage, seit 2016 Bourg-de-Péage Drôme Handball.
In der Spielzeit 2014/2015 trat der Verein in der zweiten Liga (division 2) an, nachdem man aus der Nationale 1 aufgestiegen war. Die Saison 2016/2017 beendete der Verein als Zweitligameister und stieg in die erste Liga (Division 1) auf. Von der Saison 2017/2018 an spielte der Verein in Frankreichs erster Liga. In der Saison 2021/2022 wurden erstmals finanzielle Schwierigkeiten bekannt, das Team wurde mit einem Punktabzug in der laufenden Saison bestraft. Die Schulden des Vereins waren dann letztlich zu hoch, so dass für die die erste Mannschaft betreibende SAS im Dezember 2022 Insolvenz angemeldet und das von Camille Comte trainierte Team aus dem Ligabetrieb zurückgezogen wurde.

## Spielerinnen
Zu den Spielerinnen beim Verein zählten Deonise Cavaleiro, Alexandra do Nascimento, Kristy Zimmerman, Marta Mangué, Maud-Éva Copy, Claudine Mendy, Manon Houette, Ditte Vind, Amandine Leynaud, Fie Woller, Cassandra Tollbring, Romane Frécon-Demouge und Elke Karsten.

## Spielstätte
Seit 2014 trug der Verein seine Heimspiele im complexe Vercors, einer Halle mit 1200 Zuschauern Fassungsvermögen, aus.